# Laetitia Arnould
Pour les articles homonymes, voir Arnould.
Laetitia Arnould, née en 1984, est une autrice dont les textes se rapportent majoritairement à l'univers imaginaire (fantasy, fantastique, contes) : ils s'inspirent de nombreux folklores et de diverses mythologies.

## Biographie
Bretonne d'adoption, d'origine italienne et née en Lorraine en 1984, Laetitia Arnould aime s'inspirer de ces terres aux paysages et folklores contrastés. Dans ses écrits, elle fait voyager ses personnages à travers les régions, les continents, les époques et/ou les mondes.
Elle écrit et dessine depuis l'enfance. Autodidacte, amoureuse des livres et des légendes venues d'horizons divers, elle est l'auteure de plusieurs romans et contes.

## Œuvres

### Sagas
- Les Carnets d'Enoraen tome 1 : Le Danseur de Brume, 2012, Editions Durand-Peyroles
- Les Carnets d'Enoraen tome 2 : L'Arc de Faëlan, 2013, Editions Durand-Peyroles
- Les Carnets d'Enoraen tome 3 : L'Auberge de l'Oubli, 2016, Editions Durand-Peyroles
- Brume d'Ange tome 1 : Nos Totems Ennemis, 2017, Editions Lansdalls[2]
- Brume d'Ange tome 2 : Nos Attrape-Rêves, 2019, Editions Lansdalls[3]

### Ouvrages indépendants
- Aeternam Opéra, 2014, Editions Durand-Peyroles (réédité en 2019 aux éditions Aeternam)
- Les Contes Féeriques d'une Lutine de Grenier, 2015, Editions Durand-Peyroles
- Solstices, 2017, Gloriana éditions[4] (réédité en 2022 aux éditions Twinkle)
- Ronces Blanches et Roses Rouges, 2017, Magic Mirror éditions[5]
- Le Bois-sans-Songe, 2018, Magic Mirror éditions[6]
- Les tribulations d'une princesse audacieuse, 2019, Gloriana éditions
- Et il a neigé sur le fjord, 2019, Gloriana éditions (réédité en 2024 aux éditions Twinkle)
- Un Noël à Bleakhill Castle, 2020, Gloriana éditions (réédité en 2023 aux éditions Twinkle)
- Là où réside l'Hiver, 2021, Twinkle Editions
- 25 Faubourg des étoiles, 2022, Twinkle Editions
- Quand l'aube sera d'or, 2024, Twinkle Editions
- Un automne à Maplefall Creek, 2026, Twinkle Editions

### Littérature jeunesse
- Le petit invité de l'hiver, 2018, Editions Elixyria
- Les Chaussettes de l'Ogre Jaune, 2018, Evidence Editions
- La petite fille à l'ombrelle, 2018, Editions Elixyria
- Saga Petit Shiba :
  - Un shiba couleur d'automne, 2021, Twinkle Editions
  - C'est le printemps, petit shiba !, 2022, Twinkle Editions
  - C'est enfin Noël mon shiba !, hors-série, 2022, Twinkle Editions
  - Voilà l'été, petit shiba !, 2023, Twinkle Editions
  - Un shiba en hiver, 2023, Twinkle Editions

### Projets communs
- La Bibliothèque du Manoir, 2022, Twinkle Editions, recueil avec Ellie S. Green, Alric et Jennifer Twice, Johanna Marines, Nancy Guilbert, Camille de Montgolfier, Jennifer Tellier, Jeremy Angelo, Sacha Bazet, Livia Meinzolt, Karine Martins - Nouvelle Le Souffleur de Lumières
- La Bibliothèque de Noël, 2024, Twinkle Editions, recueil avec Jeremy Angelo, Sylvia du Closel, Mip Ruberto Sanquer, Floriane Impala, Amandine Jonquières, Ottavia Conteville et Amaury Chateaurenard - Nouvelle L'aiguilleur de Noël

### Autres
- L'oracle doudou du Shiba Inu, 2025, Twinkle Editions